# タイムリミット (テレビドラマ)
『タイムリミット』（たいむりみっと）は、2003年6月25日の21:00 - 22:54（JST）にTBSで放送された単発のテレビドラマである。

## 概要
TBSのサスペンス特別企画第一弾として放送。竹野内豊主演。2003年10月24日にはDVDとVHSが発売された。 

## ストーリー
金融ビルの金庫に閉じこめられた所を現行犯逮捕された水沢は、連続爆破事件の容疑者として、静岡県警から取り調べを受けていた。捕まった水沢は断固として、自分は義手の男にハメられた、命を狙われていると、容疑を否認していた。逃走の可能性があることから、ベテラン刑事・加山守が護送の任務にあたることになった。仕事場でも家庭でも規則を守ることを信念としていた加山は、この日、久しぶりに家族と共にホテルの15周年パーティに出席する事になっていたが、任務を遂行したのだった。しかし護送中、妻・京子と一人娘・いずみが出席しているパーティ会場に、時限爆弾が仕掛けられたという情報が入った。「奥さんと娘さんを助けに行ってやれ」という水沢の言葉を振り切り、飛んで行きたい気持ちを抑えて任務遂行に専念する加山だったが、今度はその護送車が、突然何者かに襲撃される。そして、水沢と加山の前に、二人の命を狙う木村という男が現れた。一方、時限爆弾を仕掛けられたホテル最上階では、テロの可能性も含め警察の威信をかけ、爆弾処理班をはじめ総出で調査を開始したが、下手にいじればビルごと破壊されるおそれがあると解り、手が出せないでいた。残り時間はあとわずか！水沢は「この時限装置をはずせるのは自分しかいない」と訴えるが、加山は取り合うことが出来ないでいた。目的はいったい何なのか？陰に潜む義手の男とは？　事件が進むにつれ、昔のある事件が浮かび上がって来る…

## あらすじ
- 横浜みなとみらいにあるインターナショナルホテル横浜がテロリストにより占拠された。最上階である32階の特設ホールであるパーティ会場の中央に設置された氷塊の中に時限式の時限爆弾、出入口の扉数ヶ所にはドアを開けると爆発する遠隔式の爆弾（1つでも開けると全て爆発してしまう）、エレベーターが1基でも最上階に停止すると自動的に爆発する爆弾、という3種類の爆弾が仕掛けられたという情報が入った。パーティ会場に閉じ込められた人々たちは絶体絶命の危機に陥った。タイムリミットは明日の正午までの24時間。その間に「身代金3億円を警察が全額負担して用意して取引を成功させよ」との要求であった。取引出来なかった場合には、パーティ会場どころかこのホテル全体が爆破して吹っ飛び、人質として閉じ込められた人々たち命の保証はない、と言うことであった（但し、携帯電話等の通信機器は使用可能）。

- 事件発生してから2時間後の残り22時間、みなとみらい全域を緊急閉鎖し、報道陣が横浜ホテル人質爆弾事件のニュースを知る。その頃、爆弾処理班がホテル最上階の階段の扉前で扉を調べたところ、その爆弾はパーティ会場にある扉の爆弾と同型であることが分かる。連鎖爆発が起きれば、最悪の場合、このホテル全体が崩壊する威力の爆発に発展すると分かっていて、手が出せないことでした。故に、このビル（ホテル）全体が人質であるため、明日の正午に爆破すればホテルは崩壊することになる。

- 爆発まで残り14時間の夜10時には、パーティ会場では夕食をとり睡眠をとる人たちがいた。その後、加山守（緒形拳）の娘のいずみ（京野ことみ）は水沢（竹之内豊）と電話で連絡し、いずみは、会場中央にある氷塊の前に来て、氷塊の上には棒が突き刺さり、棒の中には金属の球があり、両端に時限爆弾の配線につながっていることを伝えた。水沢は、氷が溶けると棒が傾くことによって起爆するらしいと加山に伝える。加山の手に人々の命が握られていた。

- 残り3時間の朝9時、コインロッカーの中に身代金3億円を用意し、テロリストの深見順（原田芳雄）に渡して取引が成功した。他方で警察も犯人が深見であることをようやく割り出す。加山は、無断で水沢を留置場から連れ出し、ホテルへ向かう。爆発まであと1時間。

- その一方、パーティ会場の中央にある氷塊が徐々に溶け出し、棒が傾き始めた。これが傾くと爆発するため、いずみが棒を持ち、人々は壁際に離れた。水沢と加山は、警察の検問を突破してホテルに到着し、32階のパーティ会場まで階段で駆け上がった。残りは30分。水沢は、パソコンのプログラムを操作し、扉の爆弾の解除した（同時にエレベーターも使えるようになった）。水沢と加山は、人々を避難させ、爆弾の解体を始める。加山は、水沢からの指示を受けてホテルから半径300mで深見を探し、ホテルの屋上で遠隔機能操作可能のリモコンを持っている深見を発見した。

- いずみが棒を水平に保ち、水沢がドリルで氷塊に穴をあけ、ペンチで中の2本のコード（赤と青）のうち、青のコードを切断し、爆弾の仕掛けを解体した。水沢は残り18分に時限爆弾自体の解体を始めたが、開けると極めて複雑な配線で遠隔装置も付いていた。水沢は残り2分5秒で配線切断に成功したが、遠隔装置によるタイマーが起動してしまった。水沢は、時限爆弾を持ってホテルを出て、トンネルを抜けた先にある橋の上の道路まで走り、爆発3秒前、水沢が時限爆弾を持ったまま橋の上から海に飛び込んで自爆した（ように見えた）。一方、加山は深見を逮捕しようとしたが、深見も持っていた爆弾で自爆した。後日、いずみが（第三者と）結婚する前夜、花嫁の父となる加山のために花火を上げる水沢が登場し、死んでいなかったことが分かり、ハッピーエンド。

- CMに入る際、「タイムリミット○○ｈ」とテロップも入っていた。○○には数字00～23が入る（爆破まで残り1時間の表示はCM入らない）。

- エンディングでは花火が打ち上げられたシーンもあった。

## キャスト
- 水沢剛 - 竹野内豊
- 加山守 - 緒形拳
- 加山京子 - いしだあゆみ
- 加山いずみ - 京野ことみ
- 深見順 - 原田芳雄
- 木村亮 - 北村一輝
- 真鍋県警本部長 - 石橋蓮司
- 県警副本部長 - ぶっちゃあ
- 竹中署長 - 佐野史郎
- 宮下刑事 - 柏原収史
- 上野刑事 - 山中聡
- 交通警備員 - 桐谷健太
- 看守 - 武野功雄
- 和田爆発物処理班長 - 利重剛
- 爆発物処理班員 - 水上竜士
- 北村代議士 - 火野正平
- 石川秘書 - 矢島健一
- ドライバー - 麻生祐未
- 司会者 - 鍵谷芳勝
- 老婦人 - 千石規子
- 南條豊
- 若杉宏二
- 笠松伴助
- 宮崎吐夢

## スタッフ
- 監督 - 林海象
- 脚本 - 木田紀生、利重剛、萩生田宏治、林海象
- 音楽 - 今野登茂子、原田喧太
- 撮影 - 柴主高秀（J.S.C）
- 照明 - 横路和幸
- 録音 - 浦田和治
- 美術 - 金勝浩一
- 装飾 - 吉川康美
- スクリプター - 長坂由起子
- VE - 北須賀直己
- 制作担当 - 山崎康生、中村哲也
- 音響効果 - 帆苅幸雄
- VFXスーパーバイザー - 曽利文彦（TBS）、田中浩征（TBS）
- アクション監督 - 齋藤英雄（ナンバーワンプロモーション）
- 特殊効果 - 小林正巳（テイクワン）
- カースタント - 佐藤秀美（ウェルムーブ）
- 特殊メイク - 宗理起也
- 警察監修 - 倉田和哉
- スタジオ - 府中多摩スタジオ
- プロデューサー - 大川博史、伊與田英徳（TBS）
- 編成担当 - 木村理津（TBS）
- プロデューサー補 - 宇野麻美子
- ラインプロデューサー - 及川義幸
- 製作著作 - Joker、TBS